# Damans
Els damans o hiracoïdeus (Hyracoidea) són un ordre de mamífers placentaris. Comprèn sis espècies agrupades en tres gèneres i una família. El damà és molt semblant al conill d'Índies, encara que pertany a un ordre completament diferent. S'originaren a Àfrica fa 50 milions d'anys i actualment s'estenen per tota Àfrica i la península Aràbiga. Encara que els damans guarden certa semblança amb els rosegadors, el científic Gerrie de Graaff diu que algunes de les seves característiques són en realitat "una barreja de tot". Les seves incisives se semblen a les dels rosegadors, les seves molars a les dels rinoceronts, el seu sistema vascular al de les balenes i els seus peus ni més ni menys que als dels elefants. Actualment se'ls associa a la família dels elefants i els manatís, malgrat que el seu aspecte físic no s'assembla gaire al d'aquests mamífers.

## Característiques
Els damans conserven o han recuperat una sèrie de característiques primitives dels mamífers; en particular, tenen una regulació interna de la temperatura poc desenvolupada, per la qual cosa la compensen amb la termoregulació conductual, com ara ajuntar-se i prendre el sol.
A diferència de la majoria dels altres animals que mengen fulles i pasturen, no utilitzen els incisius a la part davantera de la mandíbula per tallar fulles i herba; més aviat, utilitzen les dents molars al costat de la mandíbula. Els dos incisius superiors són grans i semblants a uns ullals, i creixen contínuament al llarg de la vida, com els dels rosegadors. Els quatre incisius inferiors són "dents de pentinat" profundament ranurats. Un diastema es produeix entre els incisius i les dents de les galtes. La fórmula dental dels damans és {\displaystyle {\tfrac {1.0.4.3}{2.0.4.3}}}.
Encara que no són remugants, els damans tenen estómacs complexos amb diverses cambres que permeten als bacteris simbiòtics descompondre materials vegetals resistents, però la seva capacitat general per digerir la fibra és inferior a la dels els ungulats.
Els damans no construeixen caus, com ho fan la majoria de rosegadors i mamífers semblants als rosegadors, sinó que al llarg de la seva vida busquen refugi en forats existents de gran varietat en mida i configuració.
Els damans habiten en terrenys rocosos a l'Àfrica subsahariana i a l'Orient Mitjà. Els seus peus tenen coixinets de goma amb nombroses glàndules sudorípares, que poden ajudar-los a mantenir la seva adherència quan es mouen ràpidament per superfícies escarpades i rocoses. Els damans tenen els dits dels peus rebassuts amb ungles semblants a peülles; cada peu davanter té quatre dits i cada peu posterior en té tres. També tenen ronyons eficients, que retenen l'aigua perquè puguin sobreviure millor en ambients àrids.
Les damans femelles donen a llum fins a quatre cries després d'un període de gestació de 7 a 8 mesos, depenent de l'espècie. Les cries són deslletades als 1–5 mesos d'edat, i assoleixen la maduresa sexual als 16–17 mesos.
Els damans viuen en petits grups familiars, amb un sol mascle que defensa agressivament el territori dels rivals. Quan l'espai habitable és abundant, el mascle pot tenir accés exclusiu a múltiples grups de femelles, cadascuna amb la seva pròpia distribució. La resta de mascles viuen vides solitàries, sovint a la perifèria d'àrees controlades per mascles més grans, i s'aparellen només amb femelles més joves.
Els damans tenen mioglobina altament carregada, que s'ha deduït que reflecteix una ascendència aquàtica.

### Similituds amb proboscidis i sirenis
Els damans comparteixen diverses característiques inusuals amb els ordres de mamífers proboscidis (elefants i els seus parents extints) i sirenis (manatís i dugongs), que han donat com a resultat que tots es col·loquin en el clade dels penungulats. Els damans masculins no tenen escrot i els seus testicles romanen amagats a la seva cavitat abdominal al costat dels ronyons, igual que els dels elefants, manatís i dugongs. Les femelles tenen un parell de mamelles prop de les aixelles, així com quatre mamelles a l'engonal (zona inguinal); els elefants tenen un parell de mamelles prop de les axil·les, i els dugongs i els manatís tenen un parell de mamelles, una situada a prop de cadascuna de les aletes frontals. Els ullals dels damans es desenvolupen a partir de les dents incisives com ho fan els ullals dels elefants; la majoria dels ullals de mamífers es desenvolupen a partir dels canins. Els damans, com els elefants, tenen ungles aplanades a la punta dels seus dits, en lloc de les urpes corbes i allargades que solen veure's als mamífers.

## Evolució

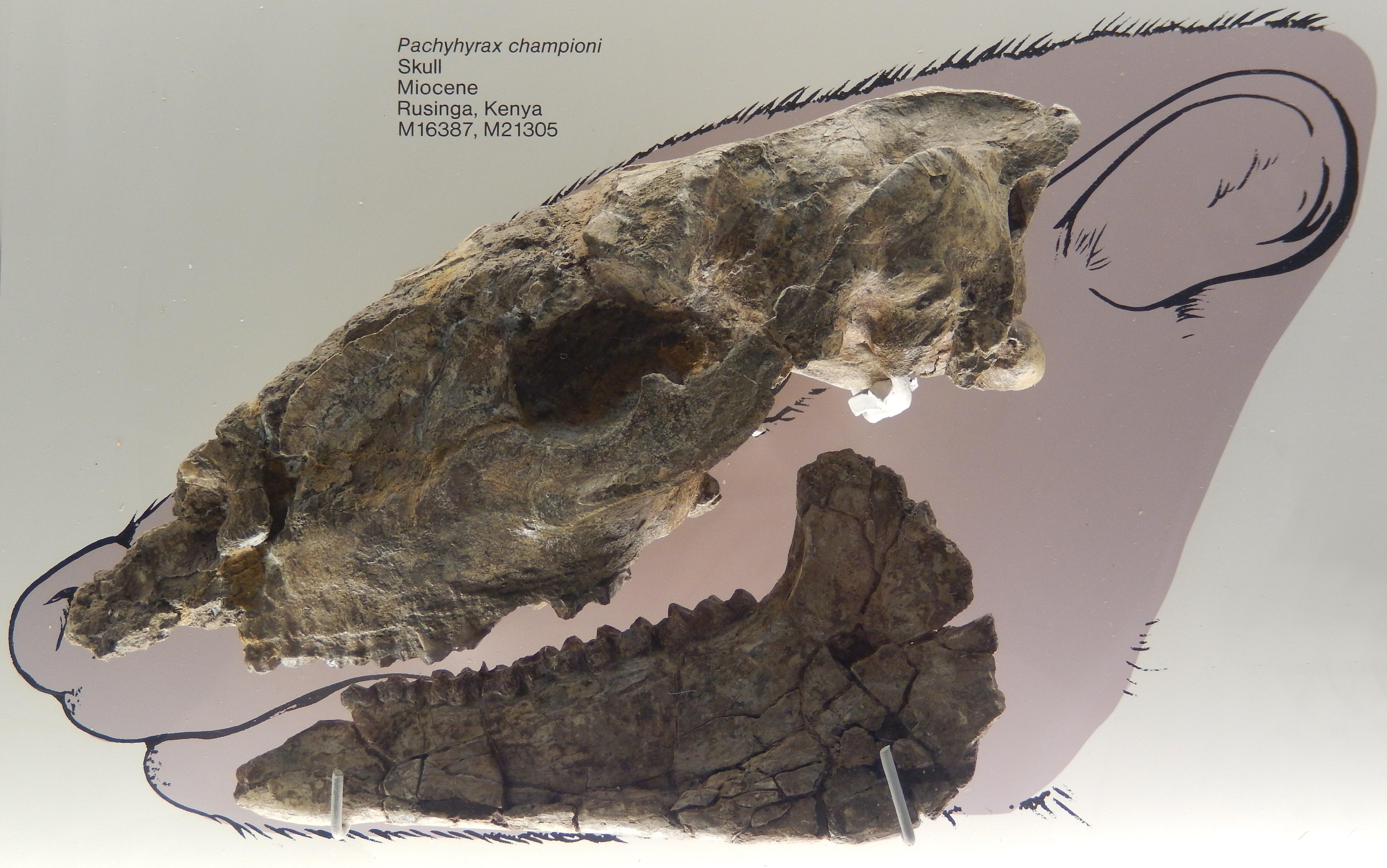
Pachyhyrax championi, un exemplar fòssil del Miocè de Rusinga, Kenya (col·lecció del Museu d'Història Natural)

Tots els damans moderns són membres de la família Procaviidae (l'única família viva dels Hyracoidea) i només es troben a l'Àfrica i a l'Orient Mitjà. En el passat, però, els damans eren més diversos i estesos. L'ordre apareix per primera vegada al registre fòssil d'un jaciment de l'Orient Mitjà en forma de Dimaitherium, fa 37 milions d'anys. Durant molts milions d'anys, damans, proboscidis i altres mamífers afrommalteris eren els herbívors terrestres primaris a l'Àfrica, de la mateixa manera que els perissodàctils a Amèrica del Nord.
Des de mitjans fins a finals de l'Eocè, van existir moltes espècies diferents. Els més petits d'aquests eren la mida d'un ratolí, però d'altres eren molt més grossos que qualsevol parent existent. Titanohyrax podia arribar a 600 kg o àdhuc més de 1.300 kg. El de Megalohyrax de l'Eocè superior-oligocè inferior era tan gran com un tapir. Durant el Miocè, però, la competència dels bòvids recentment desenvolupats, que eren pasturadors i navegadors molt eficients, va desplaçar els damans cap a nínxols marginals. No obstant això, l'ordre va romandre estès i divers fins al final del Pliocè (fa uns dos milions d'anys) amb representants a la major part d'Àfrica, Europa i Àsia.
Els descendents dels gegants "hyracoids" (avantpassats comuns dels damans, elefants i sirenis) van evolucionar de diferents maneres. Alguns es van fer més petits i van evolucionar fins a convertir-se en la família moderna dels damans. D'altres semblen haver sortit a l'aigua (potser com el modern capibara), donant lloc en última instància a la família dels elefants i potser també als sirenis. L'evidència de l'ADN recolza aquesta hipòtesi, i els petits damans moderns comparteixen nombroses característiques amb els elefants, com ara les ungles dels peus, audició excel·lent, coixinets sensibles als peus, ullals petits, bona memòria, funcions cerebrals superiors en comparació amb altres mamífers semblants, i la forma d'alguns dels seus osos.
De vegades es descriu als damans com el parent viu més proper de l'elefant, encara que es discuteix si això és així. Classificacions morfològiques i moleculars recents revelen que els sirenis són els parents vius més propers dels elefants. Tot i que els damans estan estretament relacionats, formen un grup extern taxonòmic amb el conjunt d'elefants, sirenis i els ordres extints embritòpodes i desmostils.
L'extinta família meridiungulata dels arqueohiràcids, consistent en set gèneres de mamífers notoungulats coneguts des del Paleocè fins a l'oligocè d'Amèrica del Sud, és un grup no relacionat amb els veritables damans.

## Classificació
- Procaviidé, Procaviidae
  - gènere Dendrohyrax Gray, 1868
    - Damà arborícola meridional, Dendrohyrax arboreus
    - Damà arborícola occidental, Dendrohyrax dorsalis
    - Damà arborícola oriental, Dendrohyrax validus

  - gènere Heterohyrax Gray, 1868
    - Damà de Bruce, Heterohyrax brucei

  - gènere Procavia Storr, 1780
    - Damà roquer del Cap, Procavia capensis

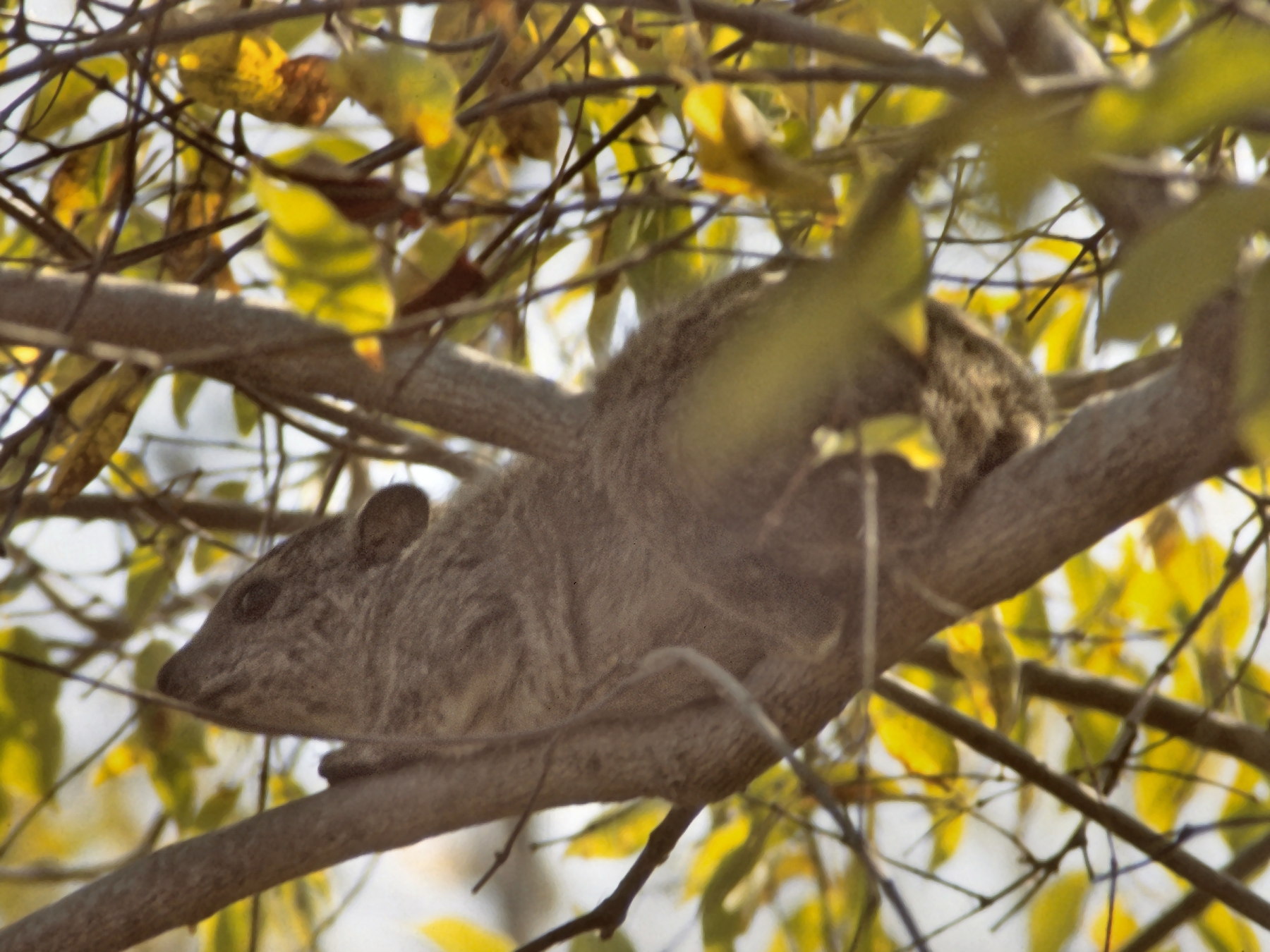
[Damà arborícola meridional (Dendrohyrax arboreus)
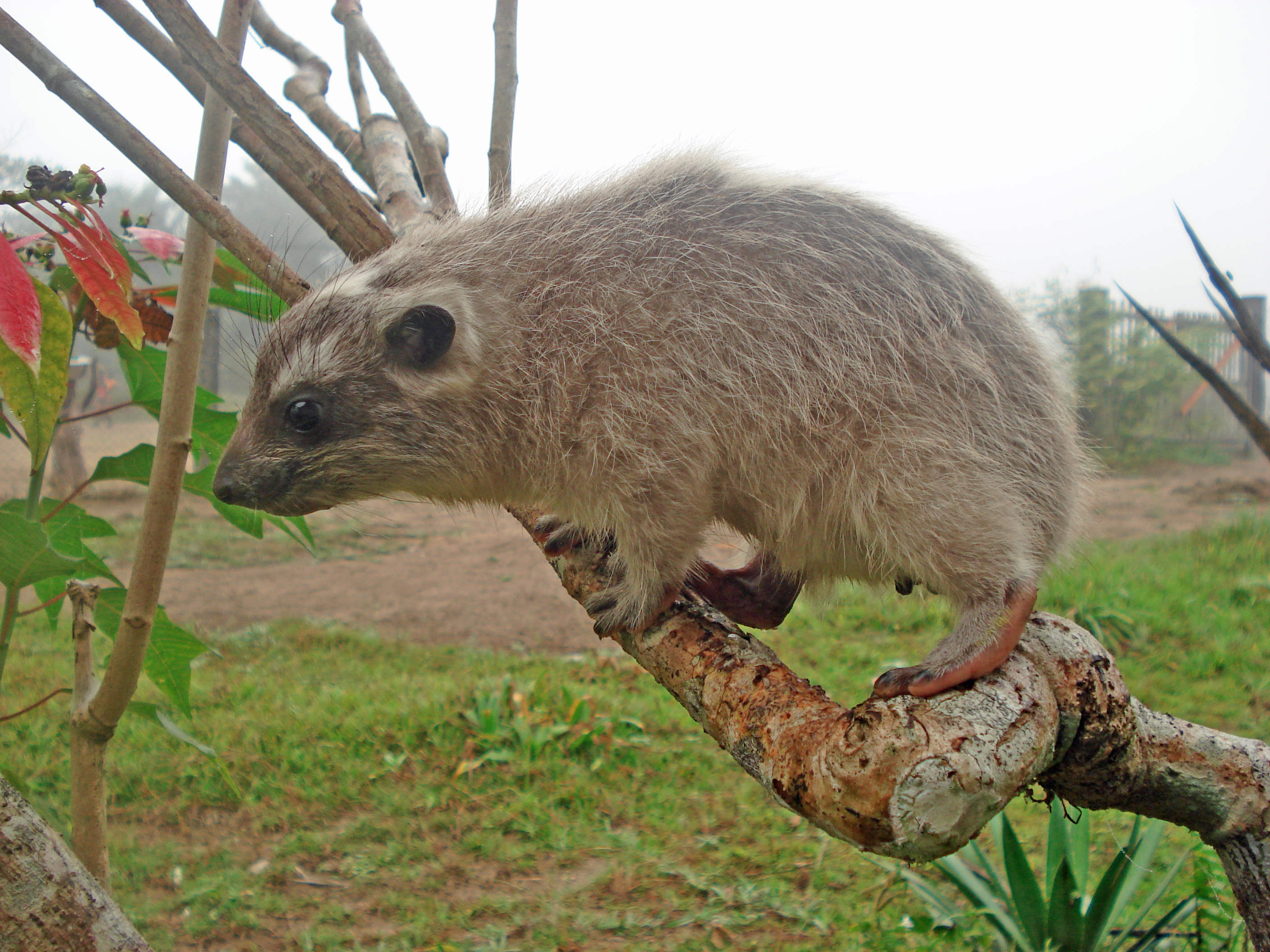
Damà arborícola occidental (Dendrohyrax dorsalis)
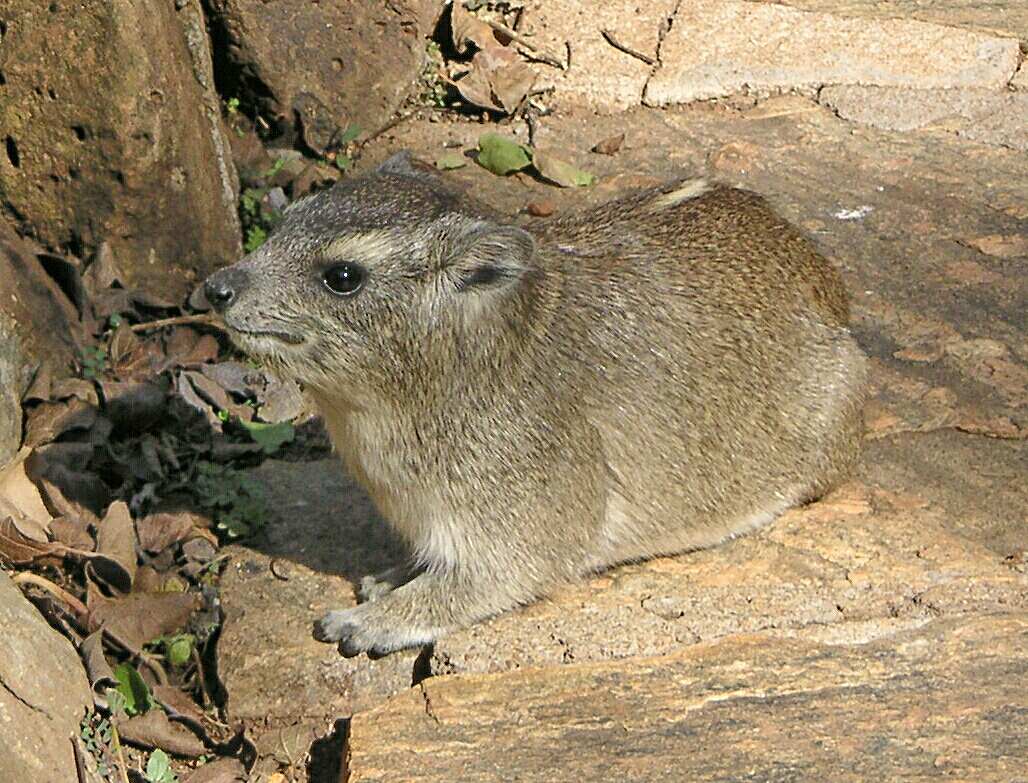
Damà de Bruce (Heterohyrax brucei)
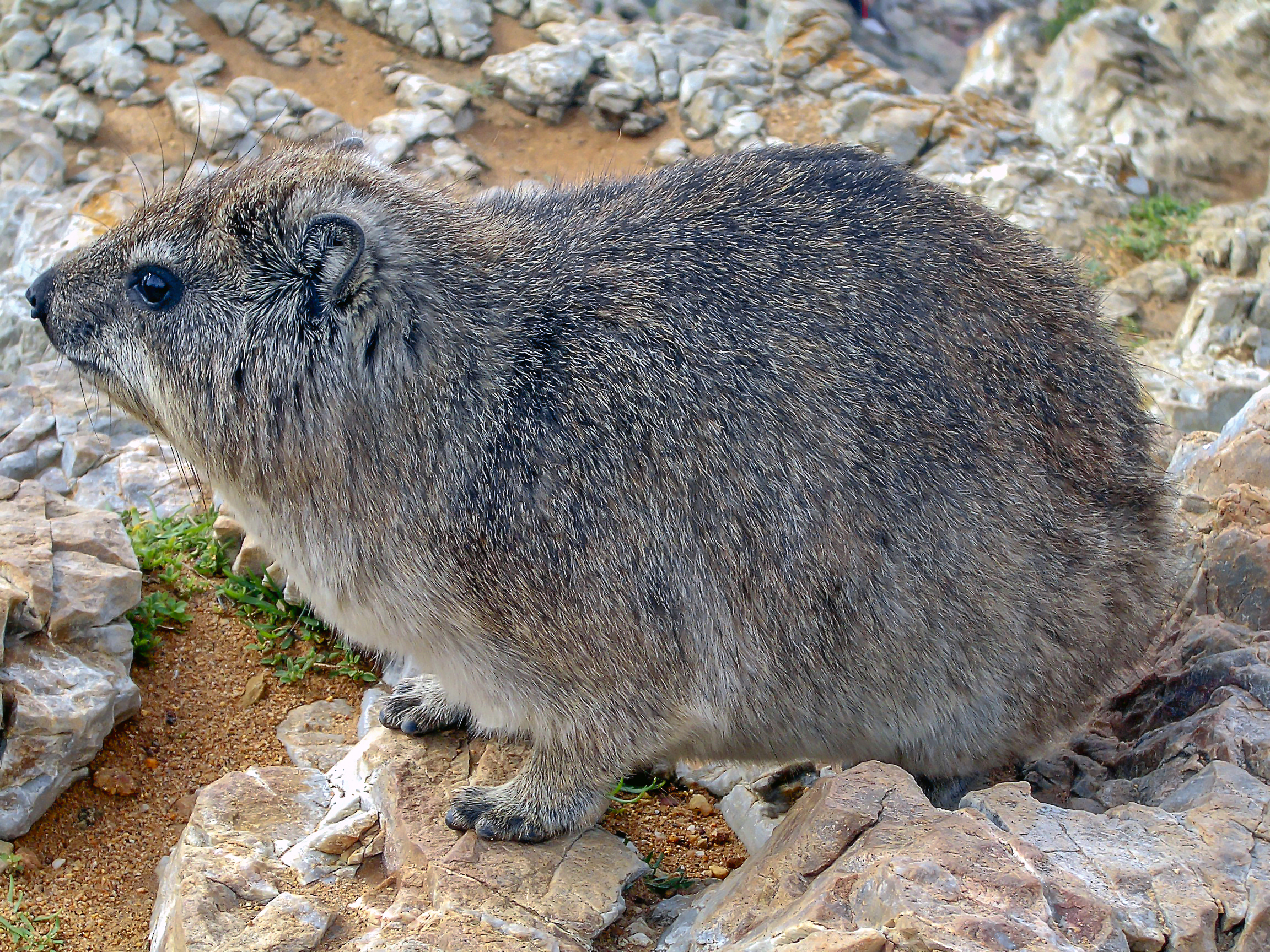
Damà roquer del Cap (Procavia capensis) - Àfrica del Sud
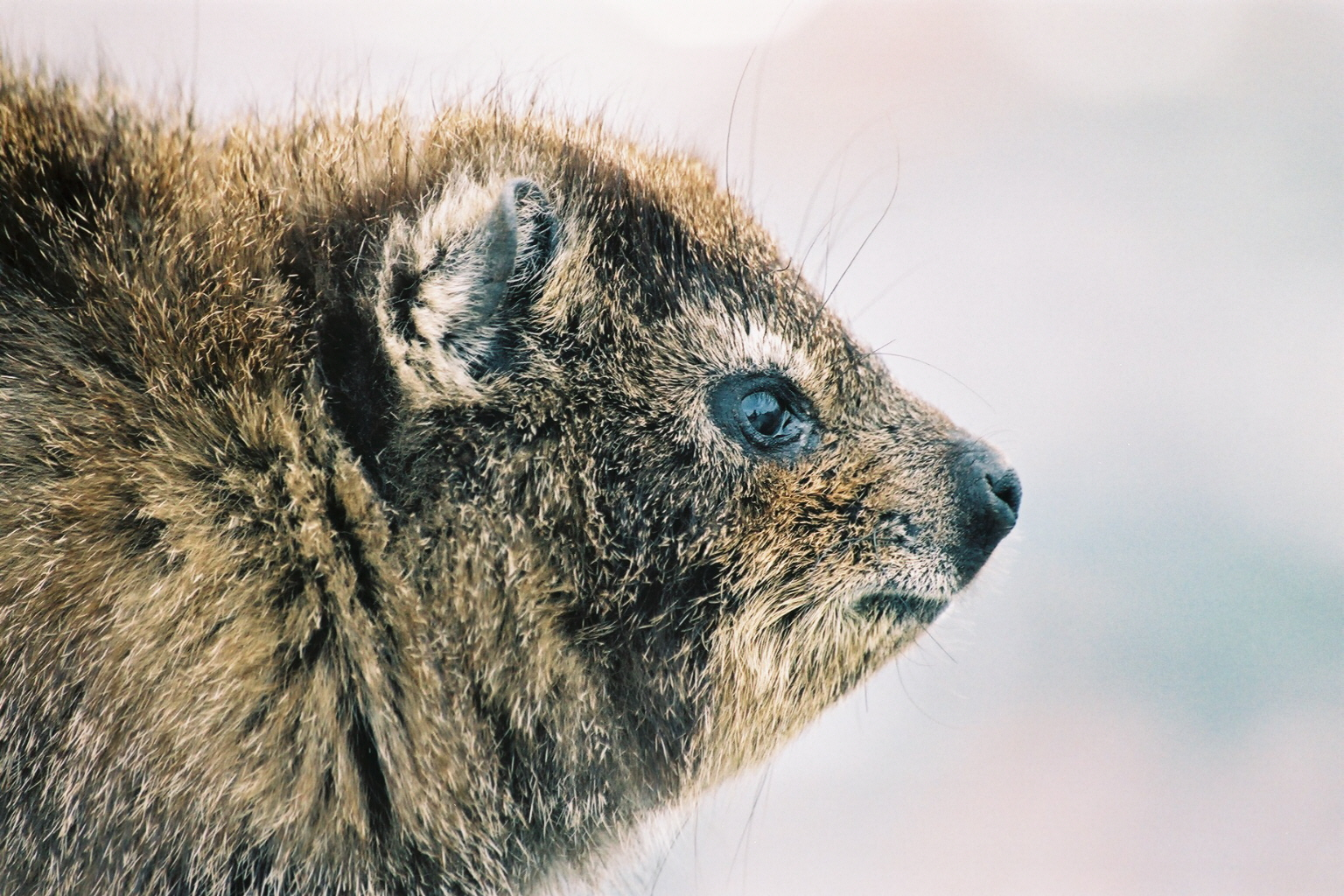
Perfil de Damà roquer del Cap - Àfrica del Sud

## Espècies existents
A la dècada del 2000, els taxonomistes van reduir el nombre d'espècies reconegudes de damans. El 1995 van reconèixer 11 espècies o més, però a partir del 2013 només se'n van reconèixer quatre, i les altres es consideraven totes subespècies d'una de les quatre reconegudes. Es descriuen més de 50 subespècies i espècies, moltes de les quals es consideren altament amenaçades. L'espècie identificada més recentment és Dendrohyrax interfluvialis, que és un damà arborícola que viu entre els rius Volta i Níger, però fa un lladruc únic que es diferencia de les vocalitzacions dels damans que habiten altres regions de la zona forestal africana.
El cladograma següent mostra la relació entre els gèneres existents:
|  | \| \| Damà arborícola meridional, D. arboreus arboreus \| \| \| \| \| \| Damà arborícola oriental, D. arboreus validus[25] \| \| \| \| |
|  | |
|  | Damà arborícola occidental, D. dorsalis                                                                                                |
|  | |
|  | D. interfluvialis |
|  | |
|  | Damà arborícola meridional, D. arboreus arboreus                                                                                       |
|  | |
|  | Damà arborícola oriental, D. arboreus validus                                                                                          |
|  | |

|  | Damà arborícola meridional, D. arboreus arboreus |
|  |                                                  |
|  | Damà arborícola oriental, D. arboreus validus    |
|  |                                                  |

| Heterohyrax | Damà de Bruce, H. brucei         |
|             | Damà de Bruce, H. brucei         |
| Procavia    | Damà roquer del Cap, P. capensis |
|             | Damà roquer del Cap, P. capensis |

|  | \| \| Damà arborícola meridional, D. arboreus arboreus \| \| \| \| \| \| Damà arborícola oriental, D. arboreus validus[25] \| \| \| \| |
|  | |
|  | Damà arborícola occidental, D. dorsalis                                                                                                |
|  | |
|  | D. interfluvialis |
|  | |
|  | Damà arborícola meridional, D. arboreus arboreus                                                                                       |
|  | |
|  | Damà arborícola oriental, D. arboreus validus                                                                                          |
|  | |

|  | Damà arborícola meridional, D. arboreus arboreus |
|  |                                                  |
|  | Damà arborícola oriental, D. arboreus validus    |
|  |                                                  |

| Heterohyrax | Damà de Bruce, H. brucei         |
|             | Damà de Bruce, H. brucei         |
| Procavia    | Damà roquer del Cap, P. capensis |
|             | Damà roquer del Cap, P. capensis |

|  | \| \| Damà arborícola meridional, D. arboreus arboreus \| \| \| \| \| \| Damà arborícola oriental, D. arboreus validus[25] \| \| \| \| |
|  | |
|  | Damà arborícola occidental, D. dorsalis                                                                                                |
|  | |
|  | D. interfluvialis |
|  | |
|  | Damà arborícola meridional, D. arboreus arboreus                                                                                       |
|  | |
|  | Damà arborícola oriental, D. arboreus validus                                                                                          |
|  | |

|  | Damà arborícola meridional, D. arboreus arboreus |
|  |                                                  |
|  | Damà arborícola oriental, D. arboreus validus    |
|  |                                                  |

| Heterohyrax | Damà de Bruce, H. brucei         |
|             | Damà de Bruce, H. brucei         |
| Procavia    | Damà roquer del Cap, P. capensis |
|             | Damà roquer del Cap, P. capensis |

|  | \| \| Damà arborícola meridional, D. arboreus arboreus \| \| \| \| \| \| Damà arborícola oriental, D. arboreus validus[25] \| \| \| \| |
|  | |
|  | Damà arborícola occidental, D. dorsalis                                                                                                |
|  | |
|  | D. interfluvialis |
|  | |
|  | Damà arborícola meridional, D. arboreus arboreus                                                                                       |
|  | |
|  | Damà arborícola oriental, D. arboreus validus                                                                                          |
|  | |

|  | Damà arborícola meridional, D. arboreus arboreus |
|  |                                                  |
|  | Damà arborícola oriental, D. arboreus validus    |
|  |                                                  |

| Heterohyrax | Damà de Bruce, H. brucei         |
|             | Damà de Bruce, H. brucei         |
| Procavia    | Damà roquer del Cap, P. capensis |
|             | Damà roquer del Cap, P. capensis |